# 血液精巣関門

8:血液精巣関門

血液精巣関門（けつえきせいそうかんもん、英:blood-testis barrier）とは精上皮基底側に存在する免疫学的障壁。半数体となった精子細胞を血液から保護する。形態学的にはセルトリ細胞間に構築され密着結合帯。